# 三菱商事食品グループ
三菱商事食品グループ（みつびししょうじしょくひんグループ）は三菱商事を主力取引先とする企業共同体の一つ。

## 概要
国内の食品・菓子類の関連メーカーを会員とする組織で、1978年1月に発足した。会員数は87社にのぼる。
事務局
〒100-8086
東京都千代田区丸の内二丁目6番1号
三菱商事株式会社 食品流通・ヘルスケア本部 食品流通第一部内

## 主な会員企業
- アートコーヒー
- 会津天宝醸造
- 旭松食品
- 天塩
- 伊藤ハム
- 井村屋
- 宇治の露製茶
- H+Bライフサイエンス
- エイワ
- エム・シー・フーズ
- オーケー食品工業
- 大森屋
- オタフクソース
- 帯広市川西農業協同組合
- カゴメ
- キーコーヒー
- キユーピー
- キング醸造
- クラシエフーズ販売
- 栗山米菓
- 小淺商事
- 交易食品
- サトウ食品
- サニーメイズ
- サン海苔
- 三洋食品
- 三和酒類
- シマヤ
- 清水食品
- 真誠
- 寿がきや食品
- すぐる
- 創健社
- ソントン食品
- 太陽油脂
- 大日本明治製糖
- 宝酒造
- タカラトミーアーツ
- チヨダ
- テーブルマーク
- 東海物産
- 永谷園
- 中村屋
- なとり
- ニコニコのり
- ニチレイフーズ
- 日清オイリオグループ
- 日新化工 (東京都)
- 日清シスコ
- 日清食品
- 日清食品チルド
- 日清食品冷凍
- 日清フーズ
- 日東富士製粉
- 日本ハム
- 日本クラフトフーズ
- 日本食品化工
- 日本農産工業
- 日本蜂蜜
- ネスレ日本
- ハウス食品
- はごろもフーズ
- 常陸屋本舗
- ぼんち
- マコト
- マース ジャパン リミテッド
- マルカン酢
- マルハニチロ食品
- 三菱ガス化学
- 三菱商事パッケージング
- 宮坂醸造
- 明治（旧：明治乳業）
- ヤマキ
- ヤマサ醤油
- ヤマザキビスケット
- UNITED FOODS INTERNATIONAL
- 米久
- ライオン菓子
- リードオフジャパン
- リボン食品
- 六甲バター